# Santa Bibiana
Santa Bibiana est une sculpture de l'artiste italien Gian Lorenzo Bernini, dit Le Bernin, située au niveau du maître-autel de l'église Santa Bibiana à Rome. Le Bernin reçoit son premier paiement pour les travaux en 1624 et son dernier en 1626. Une copie de la statue du XVIIe siècle existe au musée Teylers, à Harlem, aux Pays-Bas.  

## Histoire
La statue de sainte Bibiane est le premier exemple de ce type de baroque chrétien. Elle est commandée en 1624 à la suite de la redécouverte du corps de la sainte, au début du pontificat d'Urbain VIII, qui voit en cet événement un bon signe pour le début de sa papauté. C'est pourquoi il fait reprendre la reconstruction de l'église d'origine dans le nouveau style baroque. L'exécution des œuvres et de la sculpture est commandée au Bernin.   

## Dommages contemporains
La sculpture est exposée durant la grande rétrospective du Bernin à la Galerie Borghèse de Rome en 2017-2018. À son retour à l'église Santa Bibiana, l'annulaire de la main droite de la sainte est rompue,.   

## Source
- (en) Cet article est partiellement ou en totalité issu de l’article de Wikipédia en anglais intitulé « Saint Bibiana (Bernini) » (voir la liste des auteurs).